# كوبا أمريكا المئوية المجموعة ج
تتألف المجموعة ج من كوبا أمريكا المئوية من المكسيك والأوروغواي وجامايكا وفنزويلا.
|  |

## الترتيب
| م | الفريق         | لعب | ف | ت | خ | أ.له | أ.ع | أ.ف | نقاط | التأهل                      |
| - | -------------- | --- | - | - | - | ---- | --- | --- | ---- | --------------------------- |
| 1 | المكسيك (Q)    | 3   | 2 | 1 | 0 | 6    | 2   | +4  | 7    | يصعد إلى مرحلة خروج المغلوب |
| 2 | فنزويلا (Q)    | 3   | 2 | 1 | 0 | 3    | 1   | +2  | 7    | يصعد إلى مرحلة خروج المغلوب |
| 3 | الأوروغواي (E) | 3   | 1 | 0 | 2 | 4    | 4   | 0   | 3    |                             |
| 4 | جامايكا (E)    | 3   | 0 | 0 | 3 | 0    | 6   | −6  | 0    |                             |

## المبارايات

### جاميكا ضد فنزويلا
| جامايكا | 0–1                               | فنزويلا      |
| ------- | --------------------------------- | ------------ |
|         | تقرير (كونميبول) تقرير (كونكاكاف) | مارتينيز 15' |

| جاميكا | فنزويلا |

### المكسيك ضد الأوروغواي
| المكسيك                                         | 3–1                               | الأوروغواي |
| ----------------------------------------------- | --------------------------------- | ---------- |
| أ. بيريرا 4' (ه.ذ.) · ماركيز 85' · هيريرا 90+2' | تقرير (كونميبول) تقرير (كونكاكاف) | غودين 74'  |

| المكسيك | الأوروغواي |

### الأوروغواي ضد فنزويلا
| الأوروغواي | 0–1                               | فنزويلا    |
| ---------- | --------------------------------- | ---------- |
|            | تقرير (كونميبول) تقرير (كونكاكاف) | روندون 36' |

| الأوروغواي | فنزويلا |

### المكسيك ضد جاميكا
| المكسيك                     | 2–0                               | جامايكا |
| --------------------------- | --------------------------------- | ------- |
| هيرنانديز 18' · بيرالتا 81' | تقرير (كونميبول) تقرير (كونكاكاف) |         |

| المكسيك | جاميكا |

### المكسيك ضد فنزويلا
| المكسيك    | 1–1                               | فنزويلا      |
| ---------- | --------------------------------- | ------------ |
| كورونا 80' | تقرير (كونميبول) تقرير (كونكاكاف) | فيلازكيز 10' |

| المكسيك | فنزويلا |

### الأوروغواي ضد جاميكا
| الأوروغواي                                   | 3–0                               | جامايكا |
| -------------------------------------------- | --------------------------------- | ------- |
| هرناندز 21' · واتسون 66' (ه.ذ.) · كوروخو 88' | تقرير (كونميبول) تقرير (كونكاكاف) |         |

| الأوروغواي | جاميكا |